# قلعة هندي
قلعة هندي إحدى قلاع مكة المكرمة، تقع القلعة على قمة جبل قعيقعان المعروفة باسم جبل هندي والمطل على المسجد الحرام من الجهة الغربية بنيت عام 1221 هـ الموافق عام 1806، وبقيت على حالها ثم اتخذت مدرسة في العام 1335 هـ، ثم استعملت قلعة عسكرية عام 1343 هـ، وبعد فترة حولت إلى مركز للإذاعة ومدرسة لتحضيـر البعثات ومعهدا لإعداد المعلمين، وفي عام 1369 هـ أنشئت في إحدى أجزاء القلعة أول كلية في المملكة العربية السعودية وهي كلية الشريعة والدراسات الإسلامية. وقد تهدمت معظم أجزاء القلعة. تأخذ القلعة شكلا مستطيلا تحيطها أربعة أبراج دائرية مضلعة في الأركان، وتصل الأسوار بين أبراجها الأربعة، ولها فناء، ومدخلها في السور الشرقي، وهي مكونة من طابقين. أجريت عليها تعديلات في عهد الوالي العثماني نوري باشا ثم في العهد السعودي.